# Pepe Reina
José Manuel (Pepe) Reina Páez (Madrid, 31 augustus 1982) is een Spaans voormalig voetballer, die als doelman uitkwam. Reina debuteerde in 2005 in het Spaans voetbalelftal. Hij is een zoon van Miguel Reina, eveneens oud-doelman van het Spaans nationaal elftal.

## Clubcarrière
Reina begon in de jeugd (cantera) van FC Barcelona en vanaf 1999 speelde hij voor Barça B. In 2000 haalde trainer Llorenç Serra Ferrer Reina bij het eerste elftal na blessures van doelmannen Richard Dutruel en Francesc Arnau. Hij maakte zijn debuut tegen Celta de Vigo in een wedstrijd die eindigde in 3-3. Op 19 april 2001 speelde Reina op Anfield Road voor de halve finale van de UEFA Cup tegen zijn latere club Liverpool FC. Liverpool FC won dat duel met 1-0 door een benutte strafschop van Gary McAllister in de 44ste minuut. In 2002 vertrok Reina naar Villarreal CF. Met deze club maakte hij in het seizoen 2004/05 een goed jaar door. Villarreal CF werd derde in de Primera División en bereikte de kwartfinale van het UEFA Cup-toernooi. Hierin werd de club door AZ Alkmaar uitgeschakeld. Reina stopte zeven van de negen strafschoppen die Villarreal CF tegen kreeg. Zijn prestaties bij deze club leverde Reina een plaats op in het Spaans nationaal elftal en een transfer naar Liverpool FC in 2005. Soms wordt hij in Liverpool nog bekritiseerd vanwege afkomende ballen die hij niet goed klemt of zijn langzame reactie. Hedendaags is hij uitgegroeid tot een van de beste Spaanse keepers. In de zomer van 2013 staat Reina onder contract bij Napoli waarbij hij op 22 september 2013 de eerste keeper was die een penalty van Mario Balotelli stopte.
Ondanks een doorlopend contract wist Liverpool de doelman vast te leggen. Reina wist in zijn eerste seizoen Jerzy Dudek, die de held van Istanbul werd genoemd na zijn optreden in de gewonnen Champions League-finale van 2005 tegen AC Milan, buiten de basis te houden. In de Premier League hield Reina twintigmaal de nul en hierdoor won hij de "Barclays Golden Glove Award". Ook had hij een aandeel in de winst van de FA Cup in 2006. In de beslissende strafschoppenreeks tegen West Ham United wist Reina drie strafschoppen te stoppen. In januari toonde Valencia CF serieuze belangstelling voor Reina, die een contract voor nog twee seizoenen bij Liverpool FC heeft. Trainer Rafael Benítez wil graag dat Reina zijn contract bij de Engelse club verlengt. De Spanjaard had een belangrijk aandeel in de finaleplaats van Liverpool FC in de UEFA Champions League van het seizoen 2006/2007. In de halve finale tegen Chelsea FC stopte Reina in de beslissende strafschoppenreeks de penalty’s van Arjen Robben en Geremi. Op 22 september 2013 maakte Reina een einde aan de reeks benutte strafschoppen van Mario Balotelli.
Reina verliet Liverpool in augustus 2014 na negen jaar om op huurbasis bij Napoli te spelen. Een jaar later trok hij naar FC Bayern München om tweede doelman te worden achter Manuel Neuer. Hij werd dat seizoen Duits landskampioen met de club. Zelf speelde hij drie wedstrijden. Zijn reserverol rol beviel hem dusdanig slecht dat hij na één seizoen graag weer weg wilde. Bayern liet Reina in juni 2015 vervolgens terugkeren naar Napoli, waar hij voor drie jaar tekende.

## Clubstatistieken
| Seizoen                    | Club           | Competitie         | Competitie | Competitie | Beker | Beker | Internationaal | Internationaal | Totaal | Totaal |
| Seizoen                    | Club           | Competitie         | Wed.       | Dlp.       | Wed.  | Dlp.  | Wed.           | Dlp.           | Wed.   | Dlp.   |
| -------------------------- | -------------- | ------------------ | ---------- | ---------- | ----- | ----- | -------------- | -------------- | ------ | ------ |
| 1999/00                    | FC Barcelona B | Segunda División B | 30         | 0          | 0     | 0     | —              | —              | 30     | 0      |
| 2000/01                    | FC Barcelona B | Segunda División B | 11         | 0          | 0     | 0     | —              | —              | 11     | 0      |
| 2000/01                    | FC Barcelona   | Primera División   | 19         | 0          | 7     | 0     | 7              | 0              | 33     | 0      |
| 2001/02                    | FC Barcelona   | Primera División   | 11         | 0          | 1     | 0     | 4              | 0              | 16     | 0      |
| 2002/03                    | Villarreal     | Primera División   | 33         | 0          | 0     | 0     | 4              | 0              | 37     | 0      |
| 2003/04                    | Villarreal     | Primera División   | 38         | 0          | 0     | 0     | 15             | 0              | 53     | 0      |
| 2004/05                    | Villarreal     | Primera División   | 38         | 0          | 0     | 0     | 19             | 0              | 57     | 0      |
| 2005/06                    | Liverpool      | Premier League     | 33         | 0          | 5     | 0     | 15             | 0              | 53     | 0      |
| 2006/07                    | Liverpool      | Premier League     | 35         | 0          | 1     | 0     | 14             | 0              | 50     | 0      |
| 2007/08                    | Liverpool      | Premier League     | 38         | 0          | 1     | 0     | 14             | 0              | 53     | 0      |
| 2008/09                    | Liverpool      | Premier League     | 38         | 0          | 2     | 0     | 11             | 0              | 51     | 0      |
| 2009/10                    | Liverpool      | Premier League     | 38         | 0          | 1     | 0     | 13             | 0              | 52     | 0      |
| 2010/11                    | Liverpool      | Premier League     | 38         | 0          | 1     | 0     | 11             | 0              | 50     | 0      |
| 2011/12                    | Liverpool      | Premier League     | 34         | 0          | 12    | 0     | —              | —              | 46     | 0      |
| 2012/13                    | Liverpool      | Premier League     | 31         | 0          | 0     | 0     | 8              | 0              | 39     | 0      |
| 2013/14                    | → Napoli       | Serie A            | 30         | 0          | 4     | 0     | 9              | 0              | 43     | 0      |
| 2014/15                    | Bayern München | Bundesliga         | 3          | 0          | 0     | 0     | 0              | 0              | 3      | 0      |
| 2015/16                    | Napoli         | Serie A            | 37         | 0          | 2     | 0     | 5              | 0              | 44     | 0      |
| 2016/17                    | Napoli         | Serie A            | 37         | 0          | 3     | 0     | 8              | 0              | 48     | 0      |
| 2017/18                    | Napoli         | Serie A            | 37         | 0          | 0     | 0     | 10             | 0              | 47     | 0      |
| 2018/19                    | AC Milan       | Serie A            | 4          | 0          | 2     | 0     | 6              | 0              | 12     | 0      |
| 2019/20                    | AC Milan       | Serie A            | 1          | 0          | 0     | 0     | 0              | 0              | 1      | 0      |
| 2019/20                    | → Aston Villa  | Premier League     | 12         | 0          | 0     | 0     | —              | —              | 12     | 0      |
| 2020/21                    | Lazio          | Serie A            | 29         | 0          | 1     | 0     | 7              | 0              | 37     | 0      |
| 2021/22                    | Lazio          | Serie A            | 15         | 0          | 2     | 0     | —              | —              | 17     | 0      |
| 2022/23                    | Villarreal     | Primera División   | 22         | 0          | 3     | 0     | 7              | 0              | 32     | 0      |
| 2023/24                    | Villarreal     | Primera División   | 2          | 0          | 3     | 0     | 7              | 0              | 12     | 0      |
| 2024/25                    | Como           | Serie A            | 11         | 0          | 1     | 0     | —              | —              | 12     | 0      |
| Totaal                     | Totaal         | Totaal             | 705        | 0          | 52    | 0     | 194            | 0              | 951    | 0      |
| Bijgewerkt op 21 mei 2025. |                |                    |            |            |       |       |                |                |        |        |

## Interlandcarrière
Reina debuteerde op 17 augustus 2005 in het Spaans voetbalelftal tegen Uruguay. Hij behoorde tot de Spaanse selectie voor het WK 2006, maar de doelman kwam op dit toernooi niet in actie. Reina won als reservedoelman achter Iker Casillas met Spanje het EK 2008, WK 2010 en het EK 2012. Tijdens de huldiging van deze twee titels in Madrid was Reina met zijn toespraken de grote gangmaker. Na de uitschakeling in twee wedstrijden op het wereldkampioenschap voetbal 2014 en de tekortkomingen van Casillas werd Reina in de laatste groepswedstrijd tegen Australië opgesteld. Hij werd niet gepasseerd (0–3 winst).
Reina maakte eveneens deel uit van de Spaanse selectie, die onder leiding van interim-bondscoach Fernando Hierro in 2018 deelnam aan de WK-eindronde in Rusland. Daar wist de ploeg niet te overtuigen; in groep B werd gelijkgespeeld tegen Portugal (3-3) en Marokko (2-2). Spanje won in de poulefase alleen van Iran (1-0). In de achtste finales trokken de Zuid-Europeanen vervolgens in de strafschoppenreeks aan het kortste eind in het duel met gastland Rusland (3-4), nadat beide teams in de reguliere speeltijd plus verlenging op 1-1 waren blijven steken. Koke en Iago Aspas misten voor Spanje vanaf elf meter, oog in oog met de Russische doelman Igor Akinfejev. Reina kwam niet in actie tijdens het toernooi.

## Erelijst
| Competitie          |            |            |            |            |
| Competitie          | Aantal     | Jaren      |            |            |
| Villarreal          | Villarreal | Villarreal | Villarreal | Villarreal |
| ------------------- | ---------- | ---------- | ---------- | ---------- |
| UEFA Intertoto Cup  | 2x         | 2003, 2004 |            |            |
| Liverpool           |            |            |            |            |
| UEFA Super Cup      | 1x         | 2005       |            |            |
| FA Cup              | 1x         | 2005/06    |            |            |
| Football League Cup | 1x         | 2011/12    |            |            |
| FA Community Shield | 1x         | 2006       |            |            |
| Napoli              |            |            |            |            |
| Coppa Italia        | 1x         | 2013/14    |            |            |
| Bayern München      |            |            |            |            |
| Bundesliga          | 1x         | 2014/15    |            |            |
| Spanje              |            |            |            |            |
| FIFA WK             | 1x         | 2010       |            |            |
| UEFA EK             | 2x         | 2008, 2012 |            |            |
| Spanje -16          |            |            |            |            |
| UEFA EK onder 16    | 1x         | 1999       |            |            |